# Villanueva del Aceral
Villanueva del Aceral es un municipio de España, en la provincia de Ávila, comunidad autónoma de Castilla y León. 

## Geografía
Tiene una superficie de 17,57 km².

### Clima
Villanueva del Aceral tiene un clima templado Csb (templado con verano seco y templado) en transición a un clima semiárido Bsk (estepa fría) según la clasificación climática de Köppen.
| Parámetros climáticos promedio de Villanueva del Aceral en el periodo 1969-1990 | Parámetros climáticos promedio de Villanueva del Aceral en el periodo 1969-1990 | Parámetros climáticos promedio de Villanueva del Aceral en el periodo 1969-1990 | Parámetros climáticos promedio de Villanueva del Aceral en el periodo 1969-1990 | Parámetros climáticos promedio de Villanueva del Aceral en el periodo 1969-1990 | Parámetros climáticos promedio de Villanueva del Aceral en el periodo 1969-1990 | Parámetros climáticos promedio de Villanueva del Aceral en el periodo 1969-1990 | Parámetros climáticos promedio de Villanueva del Aceral en el periodo 1969-1990 | Parámetros climáticos promedio de Villanueva del Aceral en el periodo 1969-1990 | Parámetros climáticos promedio de Villanueva del Aceral en el periodo 1969-1990 | Parámetros climáticos promedio de Villanueva del Aceral en el periodo 1969-1990 | Parámetros climáticos promedio de Villanueva del Aceral en el periodo 1969-1990 | Parámetros climáticos promedio de Villanueva del Aceral en el periodo 1969-1990 | Parámetros climáticos promedio de Villanueva del Aceral en el periodo 1969-1990 |
| Mes | Ene.                                                                            | Feb.                                                                            | Mar.                                                                            | Abr.                                                                            | May.                                                                            | Jun.                                                                            | Jul.                                                                            | Ago.                                                                            | Sep.                                                                            | Oct.                                                                            | Nov.                                                                            | Dic.                                                                            | Anual                                                                           |
| --- | ------------------------------------------------------------------------------- | ------------------------------------------------------------------------------- | ------------------------------------------------------------------------------- | ------------------------------------------------------------------------------- | ------------------------------------------------------------------------------- | ------------------------------------------------------------------------------- | ------------------------------------------------------------------------------- | ------------------------------------------------------------------------------- | ------------------------------------------------------------------------------- | ------------------------------------------------------------------------------- | ------------------------------------------------------------------------------- | ------------------------------------------------------------------------------- | ------------------------------------------------------------------------------- |
| Temp. media (°C) | 3.00                                                                            | 4.80                                                                            | 6.30                                                                            | 8.10                                                                            | 11.90                                                                           | 17.00                                                                           | 20.70                                                                           | 20.30                                                                           | 17.50                                                                           | 11.40                                                                           | 6.70                                                                            | 4.10                                                                            | 11.00                                                                           |
| Precipitación total (mm) | 30.20                                                                           | 26.60                                                                           | 21.60                                                                           | 41.50                                                                           | 46.80                                                                           | 38.30                                                                           | 18.70                                                                           | 10.00                                                                           | 28.60                                                                           | 31.00                                                                           | 37.30                                                                           | 39.30                                                                           | 370.00                                                                          |
| Fuente: Ministerio de Agricultura, Alimentación y Medio Ambiente. Datos de precipitación para el periodo 1969-1990 y de temperatura para el periodo 1972-1990 en Villanueva del Aceral 3 de octubre de 2012 |                                                                                 |                                                                                 |                                                                                 |                                                                                 |                                                                                 |                                                                                 |                                                                                 |                                                                                 |                                                                                 |                                                                                 |                                                                                 |                                                                                 |                                                                                 |

## Demografía
Villanueva del Aceral cuenta con una población de 92 habitantes (INE 2024).
| Gráfica de evolución demográfica de Villanueva del Aceral entre 1842 y 2021                                           |
| |
| Población de derecho según los censos de población del INE. Población de hecho según los censos de población del INE. |